# Estação Otradnoie
Otradnoie (em russo:  Отрадное) é uma das estações da linha Serpukhovsko-Timiriasevskaia (Linha 9) do Metro de Moscovo, na Rússia. Estação «Otradnoie» está localizada entre as estações «Vladykino» e «Bíbirevo».